# Val-de-Meuse
 Val-de-Meuse  es una población y comuna francesa, en la región de Champaña-Ardenas, departamento de Alto Marne, en el distrito de Langres y cantón de Val-de-Meuse.

## Demografía
| 2455 | 2280 | 2200 | 2148 | 2167 | 2211 |
| Para los censos de 1962 a 1999 la población legal corresponde a la población sin duplicidades (Fuente: INSEE [Consultar]) |      |      |      |      |      |